# Шаховской район
Шаховско́й район — упразднённая административно-территориальная единица и бывшее муниципальное образование (муниципальный район на северо-западе Московской области Российской Федерации.
Образован в 1929 году. Прекратил своё существование в 2015 году: преобразован в посёлок городского типа областного подчинения Шаховская с административной территорией, а Шаховской муниципальный район преобразован в городской округ Шаховская с упразднением всех ранее входивших в него поселений.
Административный центр — посёлок городского типа (рабочий посёлок) Шаховская.

## География
Район находился на северо-западе Московской области, в 155 километрах от города Москвы.
Граничил с Лотошинским районом — на севере и северо-востоке, с Волоколамским муниципальным районом — на востоке и юго-востоке, с Можайским муниципальным районом — на юге, с Гагаринским районом Смоленской области — на юго-западе и западе, а также с Зубцовским муниципальным районом Тверской области — на западе и северо-западе.
Площадь на момент упразднения — 121 888 га.

## История
Шаховской район был образован 12 июля 1929 года. В его состав вошли следующие сельсоветы бывшего Волоколамского уезда:
- из Раменской волости: Белоколпский, Дрызловский, Дулеповский, Елизаветинский, Ивашковский, Мостищевский, Новомихайловский, Новоникольский, Плосковский, Раменский, Фроловский
- из Серединской волости: Архангельский, Большекрутский, Больше-Сытьковский, Дорский, Житонинский, Журавлихинский, Кстиловский, Костинский, Куколовский, Куркинский, Меркловский, Николо-Дуниловский, Панюковский, Подсухинский, Псовогорский, Репотинский, Романцевский, Серединский, Симанковский, Холмецкий, Черленковский, Якшинский
- из Судисловской волости: Борисовский, Бролинский, Бурцевский, Волочановский, Гольцовский, Городковский, Дубровинский, Елизаровский, Коптязинский, Лобановский, Малинковский, Муриковский, Паршинский (селения Паново и Паршино), Судисловский, Хованский (селения Вишенки, Софьино и Ховань), Шаховской, Ядровский.

10 мая 1930 года из Кармановского района Западной области в Шаховской район был передан Новоалександровский с/с.
20 мая 1930 года из Волоколамского района в Шаховской район были переданы Бухоловский, Игнатковский, Козловский и Назарьевский с/с. В то же время Мостищевский с/с был передан из Шаховского района в Лотошинский.
19 февраля 1933 года были упразднены Журавлихинский и Подсухинский с/с.
4 апреля 1939 года Псовогорский с/с был переименован в Высоковский.
17 июля 1939 года были упразднены Больше-Крутский, Борисовский, Бролинский (селения Бролино, Выдрино, Обухово и Щемелинки были переданы в Паршинский с/с), Высоковский, Городковский, Дубровинский, Елизаветинский, Козловский, Костинский, Кстиловский, Лобановский, Малинковский, Меркловский, Назарьевский, Романцевский, Симанковский, Фроловский и Якшинский с/с.
12 декабря 1949 года был упразднён Архангельский с/с.
4 января 1952 года из Паршинского с/с в Черленковский было передано селение Щемелинки.
14 июня 1954 года Новоалександровский и Куркинский с/с были объединены в Косиловский с/с. Были упразднены Больше-Сытьковский, Бурецвский, Гольцевский, Дрызловский, Дулеповский, Елизаровский, Коптязинский, Куколовский, Муриковский, Новомихайловский, Панюковский, Плосковский, Репотинский и Хованский (территория (селения Вишенки, Софьино и Ховань) была передана в Паршинский с/с) с/с.
24 марта 1958 года Шаховская получила статус посёлка городского типа, а Шаховской с/с был упразднён.
8 августа 1959 года был упразднён Холмецкий с/с. Из Паршинского с/с в Судисловский были переданы селения Вишенки, Софьино и Ховань.
20 августа 1960 года был упразднён Ядровский с/с. Одновременно был образован Лобановский с/с. Из Судисловского с/с в Паршинский были переданы селения Вишенки, Софьино и Ховань.
1 февраля 1963 года Шаховской район был упразднён, а его территория передана в Волоколамский сельский район.
13 января 1965 года Шаховской район был воссоздан в прежнем составе.
28 января 1977 года были упразднены Игнатковский, Паршинский (территория (селения Бролино, Вишенки, Выдрино, Обухово, Паново, Паршино, Софьино и Ховань) передана в Волочановский с/с) и Новоникольский с/с.
25 октября 1984 года был упразднён Николо-Дуниловский с/с. Было упразднено селение Паршино Волочановского с/с.
1 апреля 1992 года были упразднены Житонинский и Лобановский с/с.
В 1994 году сельсоветы были преобразованы в сельские округа.
6 сентября 1995 года был упразднён Черленковский с/о.
В 2005 году вместо сельских округов на территории Шаховского района были образованы городское поселение Шаховская и сельские поселения Раменское, Серединское и Степаньковское.
26 октября 2015 года Шаховской муниципальный район был упразднён, а все входившие в его состав поселения были объединены в единое муниципальное образование — городской округ Шаховская.
8 декабря 2015 года рабочий посёлок Шаховская отнесён к категории посёлка городского типа областного подчинения Московской области, а Шаховской район как административно-территориальная единица области был упразднён: вместо него образована новая административно-территориальная единица — посёлок городского типа Шаховская с административной территорией.

## Население
| 1931    | 1939    | 1959    | 1970    | 1979    | 1989    | 2002    | 2006    |
| ------- | ------- | ------- | ------- | ------- | ------- | ------- | ------- |
| 49 307  | ↘37 237 | ↘23 281 | ↘21 495 | ↗22 952 | ↗23 783 | ↘23 061 | ↗23 456 |
| 2009    | 2010    | 2011    | 2012    | 2013    | 2014    | 2015    |         |
| ↗24 471 | ↗25 372 | ↗25 484 | →25 484 | ↘25 449 | ↗25 621 | ↗25 693 |         |

По данным Всероссийской переписи 2010 года численность населения района составила 25 372 человека, в том числе 12 027 мужчин и 13 345 женщин; городского населения — 10 728 человек, сельского — 14 644. Всего насчитывается 152 населённых пункта (2010).

### Урбанизация
В городских условиях (рабочий посёлок Шаховская) на момент упразднения в 2015 году проживали 49,5 % населения района.

## Территориальное устройство района
Шаховской район включал 1 посёлок городского типа районного подчинения и 10 сельских округов: Белоколпский, Бухоловский, Волочановский, Дорский, Ивашковский, Косиловский, Раменский, Серединский, Судисловский, Черленковский.
В 2006—2015 гг. в Шаховской муниципальный район входило 4 муниципальных образования, в том числе 1 городское и 3 сельских поселения:
| №        | Муниципальное образование | Административный центр    | Количество населённых пунктов | Население (чел.) | Площадь (км²) |
| -------- | ------------------------- | ------------------------- | ----------------------------- | ---------------- | ------------- |
| 1e-06    | Городское поселение:      |                           |                               |                  |               |
| 1        | Шаховская                 | рабочий посёлок Шаховская | 10                            | ↗11 610          | 38,69         |
| 1.000002 | Сельское поселение:       |                           |                               |                  |               |
| 2        | Раменское                 | село Раменье              | 50                            | ↘5308            | 366,75        |
| 3        | Серединское               | село Середа               | 47                            | ↘5242            | 428,91        |
| 4        | Степаньковское            | деревня Степаньково       | 45                            | ↗3533            | 384,53        |

## Населённые пункты
В границах района находились 152 населённых пункта.

## Экология
На территории района находялись 3 свиноводческих хозяйства. По данным сайта Московской областной прокуратуры, в результате проверки, проведенной в июне 2011 года, было выявлено, что двое из этих хозяйств допускают нарушения ряда ветеринарно-санитарных правил.